# 磁気誘導ループ

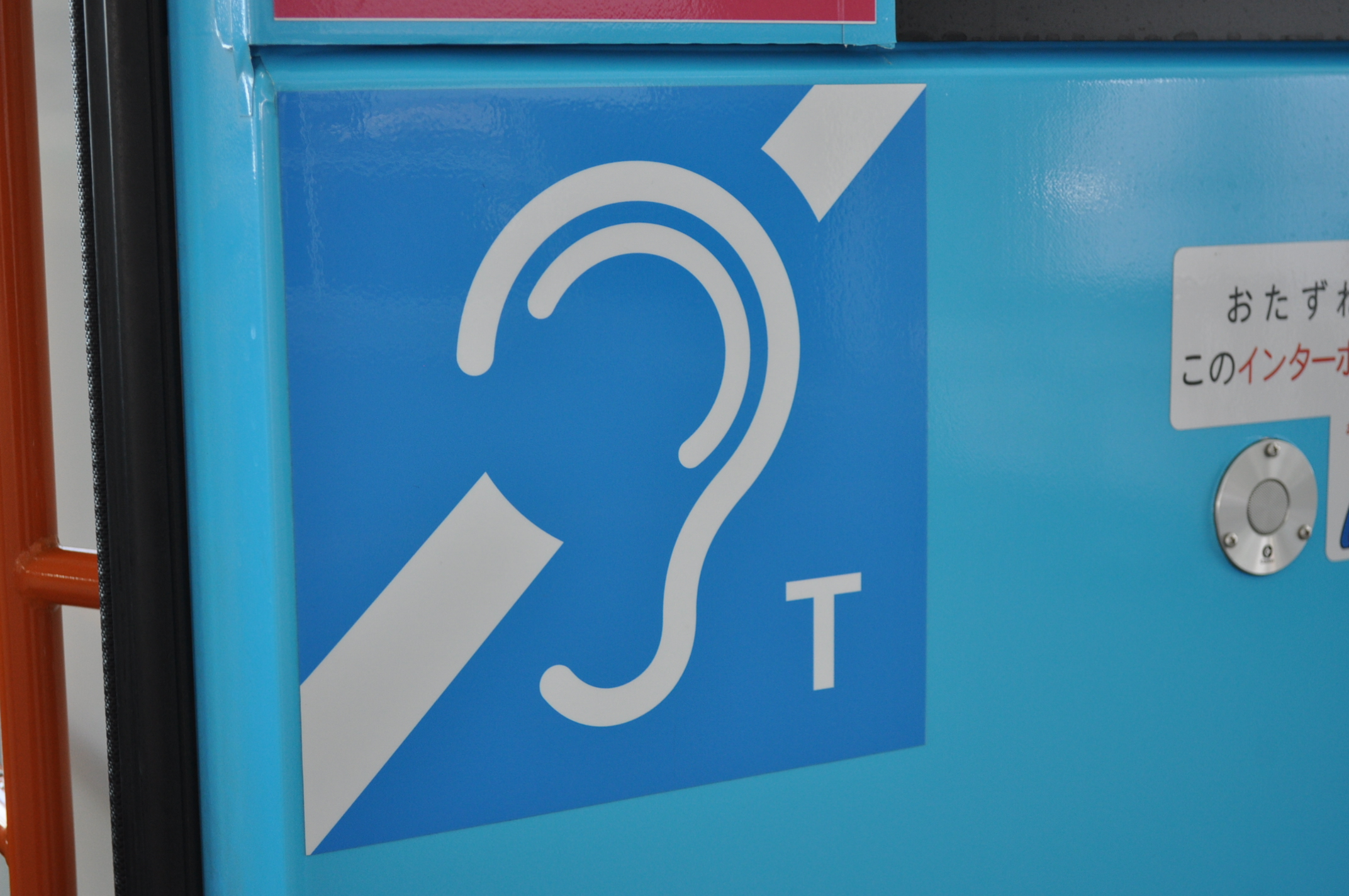
磁気誘導ループ（ヒアリングループ）が設置されていることを示すサイン

磁気誘導ループ（じきゆうどうループ）は、聴覚障害者などを補助する目的で開発された、音声送受信のための設備である。「磁気ループ」とも略される。国際的には「ヒアリングループ」と呼ばれる。ループとは磁場（誘導磁界）を発生させる輪状（ループアンテナ状）の送信素子のこと。

## 概要
磁気誘導ループは、専用の補聴器などの受信機器に直接音声を送り込むための設備である。アンプなどの音声送信機器に接続したループから、地磁気よりも微弱な、極めて弱い磁界強度の誘導磁界を発生させ、受信機器側で音声信号に変換する（最初期の電話機と同じ原理）。既存の機器が使えるほか、比較的安価に設置できるが、受信側が対応する受信機器を装着している必要がある。また、近くに別の磁界を発生させる機器（ポケットラジオやラジカセのスピーカーなど）がある場合、ノイズが入る可能性がある。
補聴器は周囲の音を全体的に大きくする機材なので、雑音がある場合、その雑音を増幅することから、音声の聞き取りが難しくなる場合があるが、磁気誘導ループを利用すれば、そのような場でも雑音の少ないクリアな音声を聴くことができる。
2009年9月にスイスで行われた関連の国際会議で「ヒアリングループ」という呼称と設置マークが定められた。
公共施設や映画館などに設置されている例が出てきているが、日本で活用されていない一因として、磁気ループ設置の統一マークが定められていないことがあげられる。

## 構成と仕組み
機材は次のもので構成される。
アンプ
市販されているパワーアンプなどがそのまま活用できるが、インピーダンスの不適合などでアンプに支障が出る場合もあり、若干の注意が必要である。電流が一定になるよう調整されたものも補聴器メーカーなどから市販されている。スピーカー端子などにループ線（後述）を接続する。
ループ線
誘導磁界を発生させて、補聴器に信号を送るための素子。磁場の方向はループの弧に対して垂直である。ループで囲まれた部分で最もよく音声を復調することができる。国際規格（IEC118-4）では床にループを設置した場合、ループ内では床から1.2メートルの位置で誘導磁界の時間平均強度を0.07 - 1.4A/mとすべきと定められている。
個人的に設置する場合、通常の工作材料で比較的簡易に製作することができる。安物のイヤホンの振動板を抜いたものでも簡易な磁気ループになる。
受信用補聴器
誘導磁界を信号に変えるための「Tコイル」を搭載した補聴器のこと。補聴器に「T」（テレフォン）と表記された切り替えスイッチがあり、ループの信号を受信するためにはスイッチを切り替える作業が必要。多くの場合、この際に補聴器のマイクロフォンがオフになる。一部の機器では、この欠点を補うために、マイクロフォンを機能させたままループの送信音声を受信するMTスイッチが装着されている。耳あな式、耳かけ式の補聴器にはTコイルが付いていない例が多い。

## 設備の分類

### 送信側
常設型
建物施工時にあらかじめループ用配線を床下へ埋設する方法。市役所、文化センター、会議室等に埋設されるケースが多い。
メリットとして、配線を碁盤の目のように設置することから、どの位置にいても安定した磁界が得られ、埋設されているエリアのなかでは平均的な音量（磁力）を得る事ができる。また、漏洩磁界対策は非常に難しく、他の部屋のループへ混信には注意する必要がある。
デメリットとして、移動する事ができないため、部分的に施行工事をした場合は使用する場所が限られる。
東京都の福祉のまちづくり条例では、客席を有する1000平方メートル以上の都市施設の大改修・新築にあたっては集団補聴システム（磁気ループ、FM方式、赤外線方式）の設置が遵守義務となっている。交通機関の車内案内、駅等の構内放送、観光バスなどへの磁気ループ設置が期待されている。
移動型
コードリールなどから引き出して必要部分に配線ループを作る方法。主に屋外イベントや、建物に施工がなされていない場合に使う。
メリットとして、アンプに余力がある限り延長用配線をつぎ足して使用することができ、使用可能エリアを自由に設定できる。このことから、多少複雑な配席にも対応できる。
デメリットとして、ループワイヤから発生される磁界と補聴器までの距離に相関があり、ループの配線から遠ざかると聞こえが悪くなる。また、磁界方向に合わせて補聴器の向き（角度）を調整する必要がある。このため、ループを受信するのには箱型補聴器が適切である。

### 受信側
ヘッドホン型
通常のヘッドホンと似たような形をしているが、音響盤の代わりにコイルが入っているもので、補聴器の上から直接掛けて使用する。
首掛け型
首もとのコード内にコイルが埋め込まれているので、ネックレスのように首に掛けて使用する。iPodや携帯電話と接続して音楽を聞くことも可能。距離によっては音が聞き取りにくい事がある。タイループとも呼ばれる。
耳掛け型
コイルがフックのようになっていて、耳掛け補聴器のような形状。シルエットコイル、シルエットインダクターとも呼ばれる。